# Gamla kyrkan, Kävlinge
Gamla kyrkan är en kyrkobyggnad belägen i Kävlinge. Kyrkan tillhör Kävlinge församling i Lunds stift och Svenska kyrkan.

## Kyrkobyggnaden
Kyrkan är en romansk absidkyrka av sten från 1100-talets senare del.
Gamla kyrkan byggdes år 1157 och är enligt traditionen helgad åt Sankt Kristoffer.  Murarna är byggda av gråsten från trakten och bland annat hörnkedjor, omfattningar och socklar består av huggna block i Höörsandsten.
Under senare hälften av 1200-talet täcktes koret med ett kryssvalv. På 1300-talet välvdes även långhuset med kryssvalv, som ersatte träinnertaket. Korets takstolar dateras till 1350-talet och har förmodligen tillkommit i samband med valvslagningen. Absiden försågs med kalkmålningar runt 1325–1350, liksom cirka 1500, då även koret och långhuset dekorerades av Lilla Harrie-gruppen.
Under 1300-talet uppfördes först ett vapenhus vid den norra ingången, och därefter ett vapenhus vid den södra. Utformningen ansluter till långhus och kor med romanska fönster, vitputsade murar, synlig naturstenssockel och tegeltak.
Kyrkans västtorn byggdes under 1400-talet i samma bredd som långhuset. Tornet uppfördes i marksten. De olika våningarna avskiljdes med träbjälklag, förutom ovan bottenvåningen där ett kryssvalv slås. Det har senare ersatts av ett träbjälklag.
Predikstolen är från omkring 1620-1630 och är tillverkad av Lundakonstnären Jakob Kremberg. På dess baldakin från samma tid syns Christian 4 (C4) krönta namnschiffer omgiven av norska och danska riksvapnet.
År 1728 murades den södra entréportalen igen. 1734 togs en bred, rundbågig öppning upp mellan tornet och långhuset, och tornets bottenvåning gjordes om till en del av kyrkorummet. Tornets sydvästra hörn byggdes om 1785, och 1779 togs ett fönster upp i absiden.
I spåren av industrialiseringen utvecklades Kävlinge runt 1890 till en viktig järnvägsknut. I det växande samhället fanns behov av en större kyrka, och Korsbackakyrkan byggdes 1897 cirka 250 meter norr om den gamla kyrkan.
År 1897 bestämdes att Gamla kyrkan skulle stängas och rivas. Rivningsbeslutet verkställdes dock inte, utan den gamla kyrkan lämnades att förfalla. Efter avsakraliseringen 1897 användes kyrkan som gravkapell, men också  som brandstation och sädesmagasin. Under det dryga halvsekel som kyrkan var stängd hölls ändå vissa gudstjänster där och kollekten gick till en framtida restaurering. Efter restaurering som leddes av domkyrkoarkitekt Eiler Græbe återinvigdes kyrkan av biskop Anders Nygren den 19 juni 1957.

## Inventarier
- Altaruppsatsen, som flyttades till en vägg i kyrkans västra del vid restaureringen, tillkom 1598 och predikstolen cirka 1620-1630.
- Triumfkrucifixet härrör från cirka 1500. Dopfunten är jämngammal med kyrkans äldsta delar.
- Det finns en klockarebänk från 1500-talet.
- Kyrkans gamla klockor hänger numera i Korsbackakyrkan. Istället finns här en klocka som göts till återinvigningen 1957.

### Orgel
- Den nuvarande orgeln byggdes 1963 av A. Magnussons Orgelbyggeri AB, Göteborg och är en mekanisk orgel.

| Manual        | Pedal      | Koppel  |
| Gedackt 8'    | Subbas 16' | Man/Ped |
| Principal 4'  |            |         |
| Rörflöjt 4'   |            |         |
| Waldflöjt 2'  |            |         |
| Mixtur 3 chor |            |         |

I kyrkan finns även en Johannus Rembrandt 3070 digitalorgel.

## Galleri

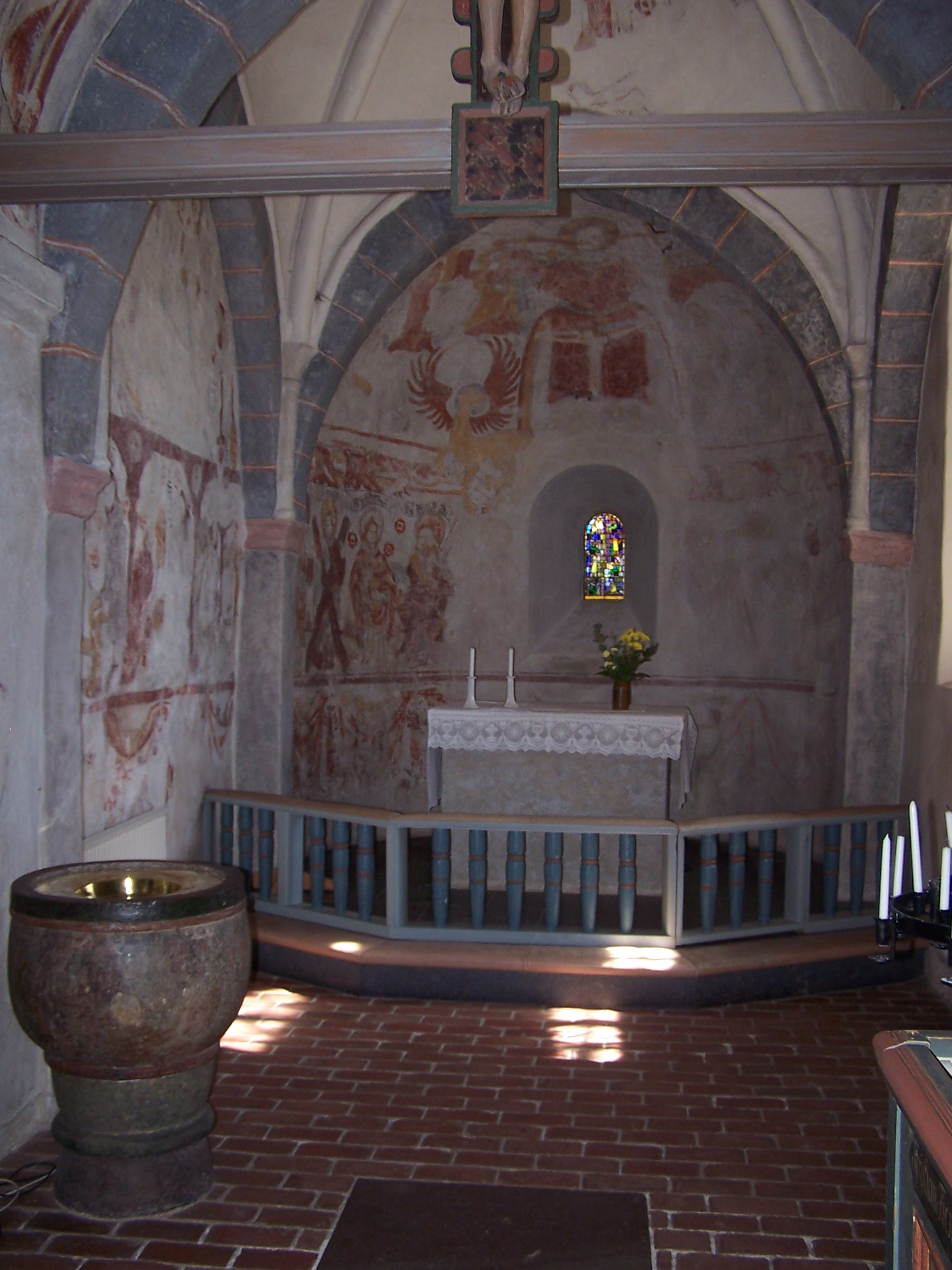
Koret.
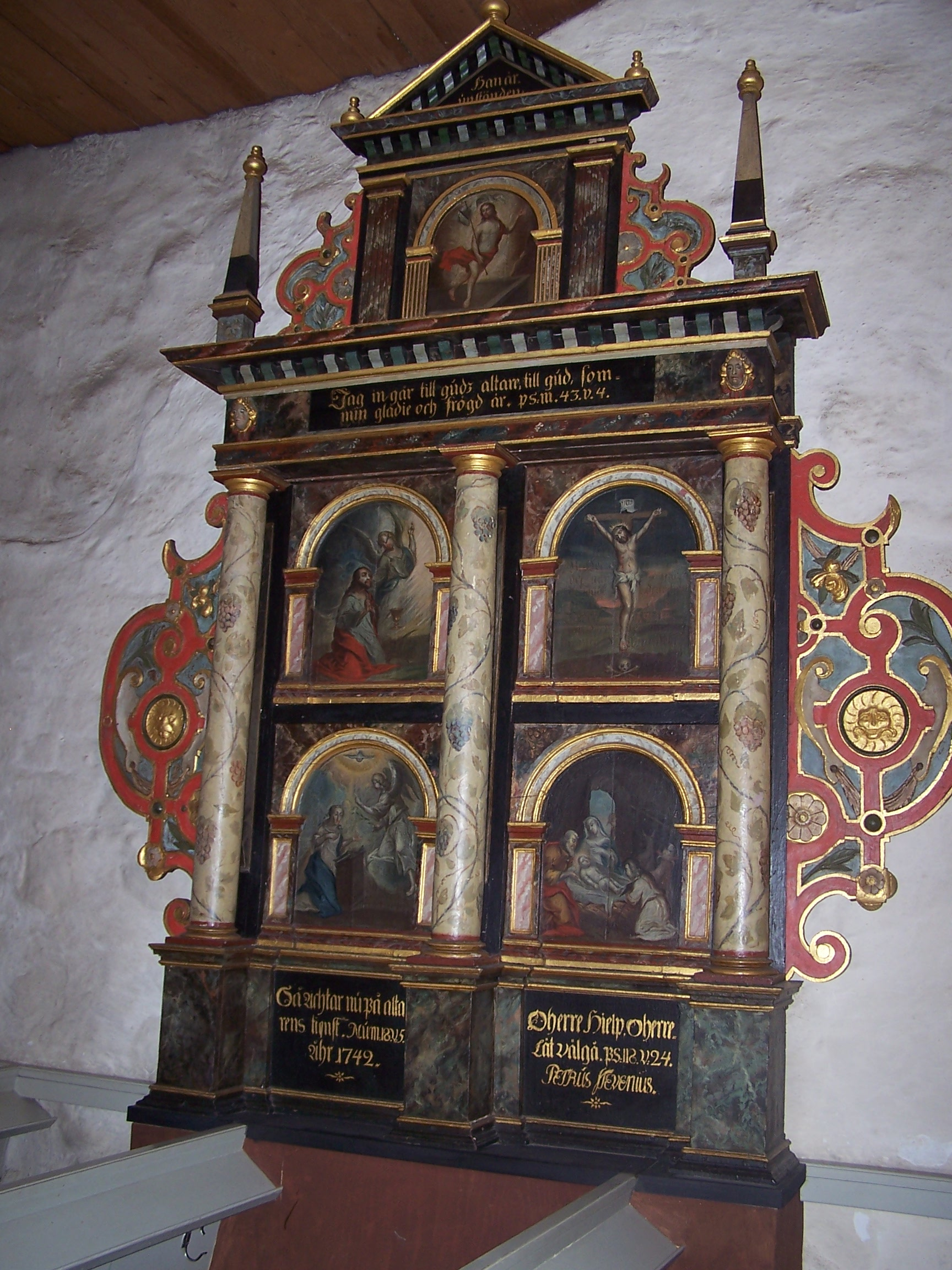
Altaruppsatsen.
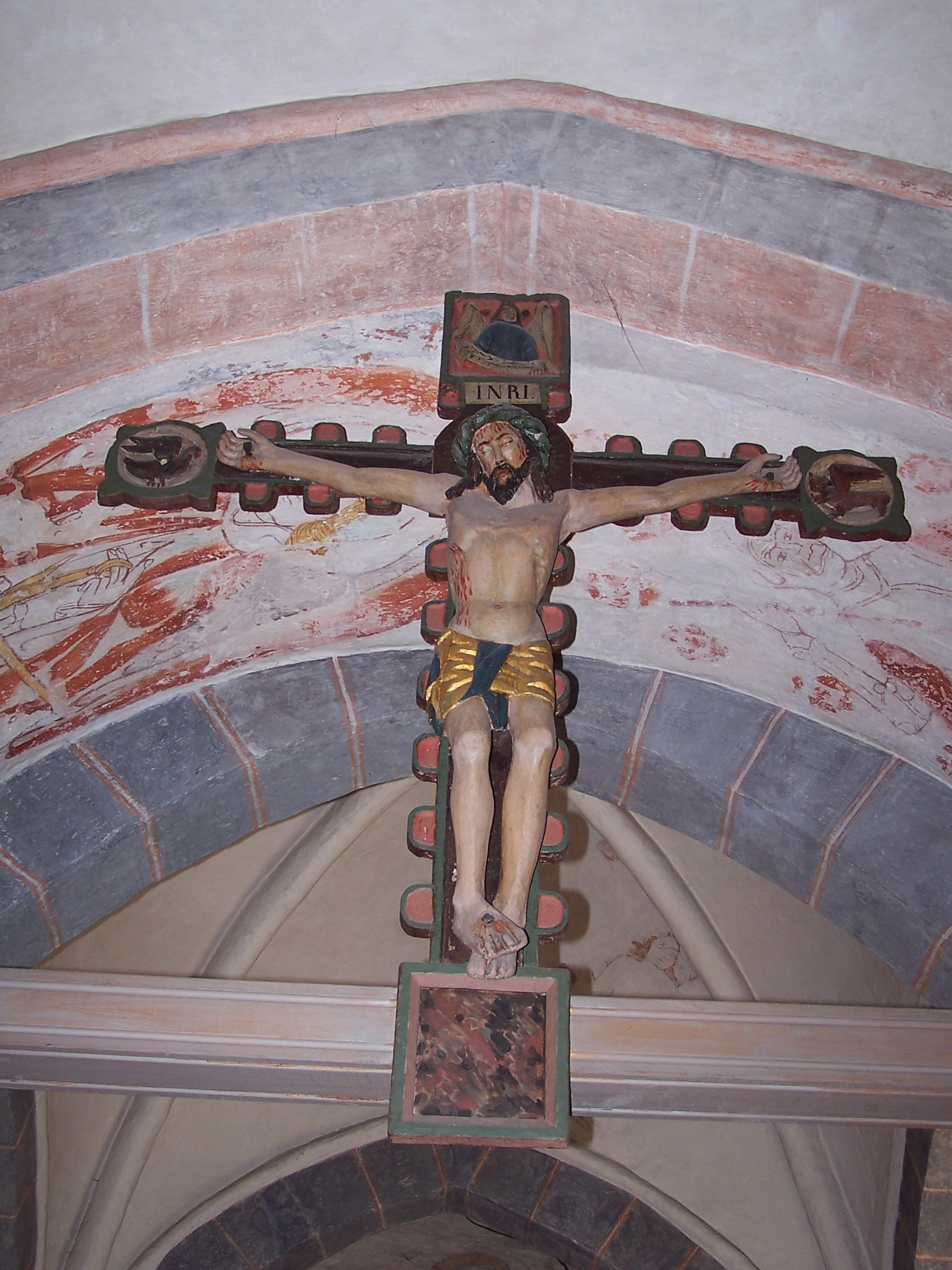
Triumfkrucifixet.
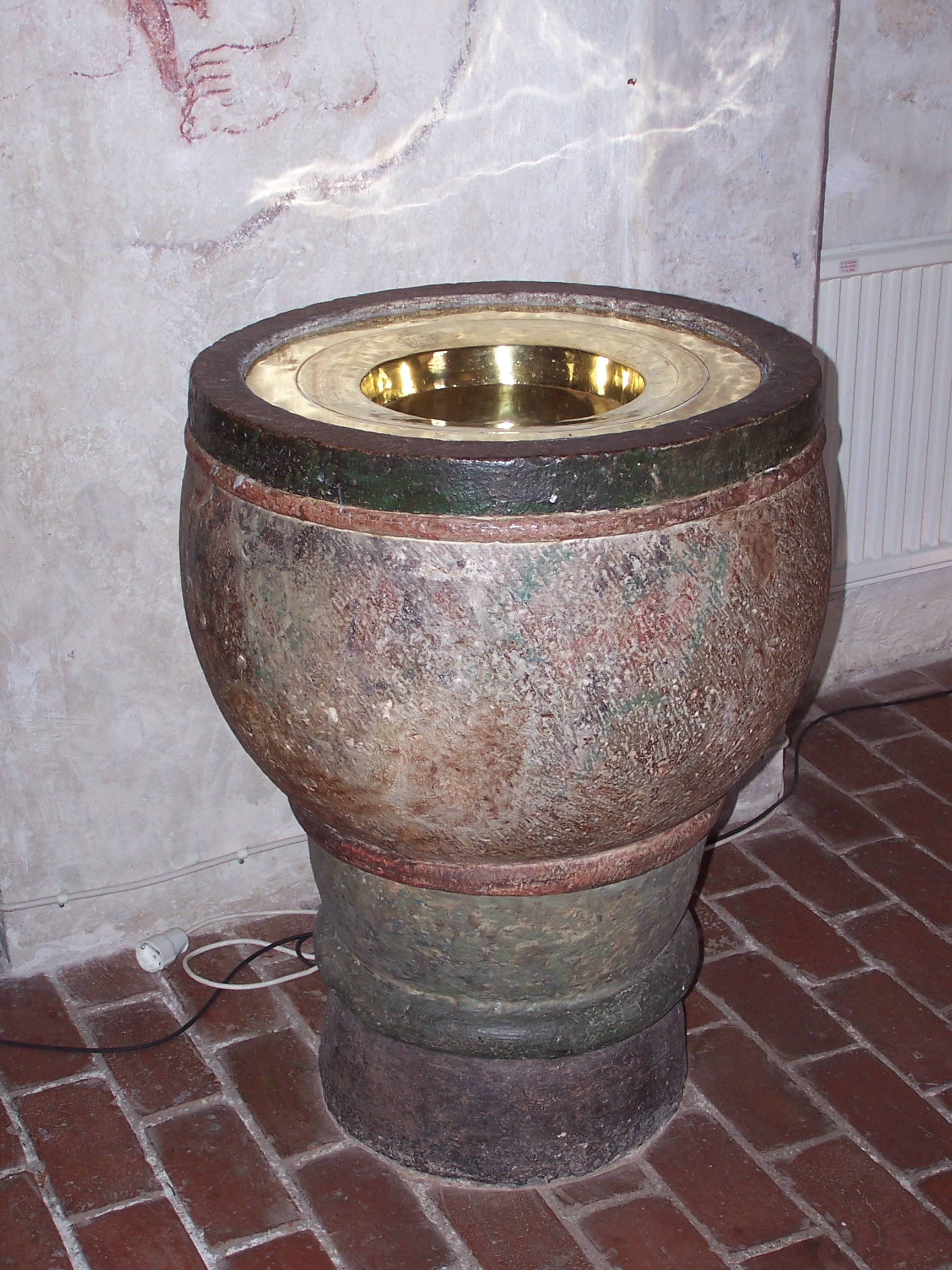
Dopfunten.